# Brie-sous-Mortagne
Brie-sous-Mortagne là một xã trong tỉnh Charente-Maritime Charente-Maritime trong vùng Nouvelle-Aquitaine, tây nam nước Pháp. Xã Brie-sous-Mortagne nằm ở khu vực có độ cao trung bình 5 mét trên mực nước biển.